# Ácido salicílico
O ácido salicílico é um Beta-Hidroxiácido com propriedades queratolíticas (esfoliantes) e  antimicrobianas, o que significa que afina a camada espessada da pele e age evitando a contaminação por bactérias e fungos oportunistas. É um ácido utilizado no tratamento de pele hiperqueratótica, isto é, super espessada, em  condições de descamação como: caspa, dermatite seborreica, ictiose, psoríase e acne. É caracterizado ainda por ser um regularizador da oleosidade e também um anti-inflamatório potencial.
A grande vantagem deste ácido é que  apresenta um bom poder esfoliativo e também uma ação hidratante, cuja característica principal é a capacidade de penetração nos poros ajudando na remoção da camada queratinizada com uma ação irritante muito menor que os outros ingredientes.
Diversos trabalhos têm referido a ação favorável do ácido salicílico em acne, especialmente em suas formas iniciais, não-inflamatórias, por seu efeito comedolítico e esfoliante, com resultados superiores aos do peróxido de benzoíla. É solúvel no álcool e parcialmente na água fria. Contra acne, tem sido utilizado em sabões, detergentes, loções tônicas, compressas, géis e emulsões fluidas, em concentrações que variam de 0,5 a 2,%.
O ácido salicílico foi originalmente descoberto devido às suas ações  antipirética e  analgésica. Desde 400 a.C, que se sabe que a casca do salgueiro possuía estas propriedades. Em 1827, o seu princípio ativo, a salicilina, foi isolado. Dele se extrai o álcool salicílico, que pode ser oxidado para o ácido salicílico.
Porém, descobriu-se depois que este ácido pode ter uma ação corrosiva nas paredes do estômago. Para contornar isto foi adicionado um radical acetil à hidroxila ligada diretamente ao anel aromático, dando origem a um éster de acetato, chamado de ácido acetil-salicílico (AAS), menos corrosivo mas também menos potente.

## Produção
O ácido salicílico é biossintetizado do amino ácido fenilalanina.
O salicilato de sódio é comercialmente preparado por tratar fenóxido de sódio com uma alta pressão de dióxido de carbono a alta temperatura via a reação de Kolbe-Schmitt. A acidificação da solução do produto dá o ácido salicílico:
Pode ser também preparado pela hidrólise da Aspirina (ácido acetilsalicílico) ou salicilato de metila (óleo de Wintergreen) com um forte ácido ou base.

## Análise
Com ferro (III) em solução aquosa dá uma cor vermelha característica.
Isso se dá porque o ácido salicílico é um enol de um β-ácido quetocarbônico e portanto forma complexos de cor avermelhada à púrpura com sais de ferro (III):
Este tri(quelado) complexo forma-se mais rapidamente em solução básica.

## Aplicações
- Fabricação de aspirina na indústria farmacêutica.
- Produção de salicilatos na indústria química (ver abaixo). Curiosamente, foi largamente utilizado na indústria cervejeira do século XIX, no Brasil.
- Iniciador e agente solubilizante na manufatura de corantes e pastas de impressão na indústria têxtil.
- Conservante na indústria alimentar (depende da legislação).
- Ingrediente em numerosas preparações medicinais e cosméticas.

Especialmente por ser b-hidroxi-ácido com propriedades queratolíticas (dissolve a queratina) e antimicrobianas. Como queratolítico ele diminui a espessura da pele e atua contra a contaminação de bactérias e fungos oportunistas.
É utilizado com este fim, para o tratamento de pele hiperqueratótica, que significa com exagerada produção e acúmulo de queratina, em diversas condições de descamação como: caspa, dermatite seborréica, ictiose, psoríase e acne.
Caracteriza-se ainda por ser um regularizador da oleosidade e também um agente potencialmente anti-inflamatório.

## Ésteres do ácido salicílico
Reagindo ácido salicílico com álcoois e fenóis, obtêm-se ésteres deste ácido, que são chamados salicilatos.
Entre estes, os principais e mais úteis são:
- Éster metílico do do ácido salicílico, ou salicilato de metila.

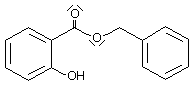
Estrutura do salicilato de benzila

- Éster benzílico do ácido salicílico, ou salicilato de benzila.
  - Fórmula: C14H12O3
  - Massa molar: 228,25 g/mol
  - Número CAS: 118-58-1
  - Ponto de fusão: 24 °C
  - Ponto de Ebulição: 211 °C
- Éster isobutílico do ácido salicílico, ou salicilato de isobutila.
  - Fórmula: C11H14O3
  - Massa molar: 194,22 g/mol
  - Número CAS: 23408-05-1
  - Ponto de fusão: 6 °C
  - Ponto de Ebulição: 262 °C
- Éster isopentílico do ácido salicílico, ou salicilato de isopentila.
  - Fórmula: C12H16O3
  - Massa molar: 208,25 g/mol
  - Número CAS: 87-20-7
  - Ponto de fusão: ?
  - Ponto de Ebulição: 274-278 °C
- Éster fenílico do ácido salicílico, ou salicilato de fenila.
  - Fórmula: C13H10O3
  - Massa molar: 214,21 g/mol
  - Número CAS: 118-55-8
  - Ponto de fusão: 41-43 °C
  - Ponto de Ebulição: 173 °C

## Ácido salicílico como hormônio vegetal
O ácido salicílico é encontrado distribuído amplamente nas folhas e órgãos reprodutivos das plantas.
É sintetizado  a partir da L-fenilalanina que irá originar o ácido trans-cinâmico por ação da fenilalanina amônio-liase (PAL). a conversão do ácido trans-cinâmico a ácido benzoico pode envolver a &beta-oxidação sintetizando substâncias intermediárias antes de formar o ácido benzoico. O ácido benzoico é convertido em ácido salicílico através da ação da enzima ácido benzoico-2-hidrozilase, será convertido em ácido salicílico.
Na planta, o ácido salicílico tem como função, a inibição da germinação e do crescimento da planta, interfere na absorção das raízes, reduz a transpiração e causa a abscisão das folhas, induz uma rápida despolarização das membranas alterando o transporte de íons gerando um colapso no potencial eletroquímico. Em alguns casos pode promover a floração, pode alterar a termogênese e gerar um aumento nas atividades das enzimas da glicólise e do ciclo de Krebs.
O ácido salicílico ainda pode atuar na defesa contra patógenos, como fungos, bactérias e vírus.